# Savînți, Sribne
Savînți (în ucraineană Савинці) este localitatea de reședință a comunei Savînți din raionul Sribne, regiunea Cernihiv, Ucraina.

## Demografie
Componența lingvistică a localității Savînți
     Ucraineană (97,25%)
     Rusă (2,75%)
Conform recensământului din 2001, majoritatea populației localității Savînți era vorbitoare de ucraineană (97,25%), existând în minoritate și vorbitori de rusă (2,75%).